# Ahn Hyo-seop
Ahn Hyo-seop (hangul: 안효섭; hanja: 安孝燮; rr: An Hyo-seop; MR: An Hyosŏp; nascido em 17 de abril de 1995), ou Paul Ahn, é um ator e cantor sul-coreano radicado no Canadá. Ele ganhou notoriedade por seus papéis principais nas séries Still 17 (2018), Abyss (2019), Dr. Romantic 2 (2020), Lovers of the Red Sky (2021), Business Proposal (2022), Dr. Romantic 3 2023) e A Time Called You (2023).

## Início da vida
Ahn nasceu em 17 de abril de 1995, em Seul, na Coreia do Sul, sendo o caçula de 3 irmãos. Quando ele tinha sete anos, sua família imigrou para Toronto, no Canadá. Mais tarde, Ahn voltou para a Coreia do Sul quando tinha 17 anos, enquanto sua família decidiu permanecer no Canadá. Mais tarde, frequentou e se formou na Kookmin University, no Departamento de Negócios Internacionais.

## Carreira
Depois de voltar para a Coreia do Sul, Ahn teve a JYP Entertainment como sua agência e tornou-se trainee por três anos, e morou em um dormitório com membros da boy band Got7. Porém, devido à sua altura e falta de habilidade para dançar, ele ficou muito estressado e decidiu seguir a carreira de ator.

### 2015–2016: estreia com One O One e início de carreira
Em 1 de outubro de 2015, a Starhaus Entertainment lançou o grupo One O One eseu single de estreia "Love You". O grupo consistia em Ahn junto com outros atores gerenciados pela Starhaus, como Kwak Si-yang, Song Won-seok e Kwon Do-kyun. No entanto, o grupo provavelmente se desfez devido à inatividade desde janeiro de 2019.
Ahn fez sua estreia como ator no drama da MBC, Splash Splash Love. Pouco tempo depois, ele virou um dos apresentadores do programa musical Always Cantare. Ele teve papéis coadjuvantes em One More Happy Ending, Happy Home e Entertainer no ano de 2016.

### 2017–presente: Transição para papéis principais
Sua popularidade aumentou após seu primeiro papel principal em Queen of the Ring em 2017. Após o sucesso da série, Ahn começou a atuar como protagonista.
Em 2018, Ahn estrelou na série Still 17, juntamente com Shin Hye-sun e Yang Se-jong, interpretando o apaixonado estudante do ensino médio Yoo Chan – capitão do clube de remo do ensino médio. Por sua atuação, ele ganhou o prêmio de Melhor Ator Revelação e foi indicado ao prêmio de "Personagem do Ano" no SBS Drama Awards 2018 ao lado de Jo Hyun-sik e Lee Do-hyun. Mais tarde no mesmo ano, Ahn atuou no drama Top Management, que foi ao ar no YouTube Red.
Em 2019, Ahn estrelou ao lado de Park Bo-young na comédia romântica, drama policial de fantasia, Abyss, onde fez um papel de um herdeiro rico de um império de cosméticos pouco atraente, que se transforma em um jovem bonito ao ser revivido por um orbe misterioso após sua morte. No final de 2019, Ahn se tornou MC no 4º Asia Artist Awards, junto com Leeteuk, Lim Ji-yeon e Nancy.

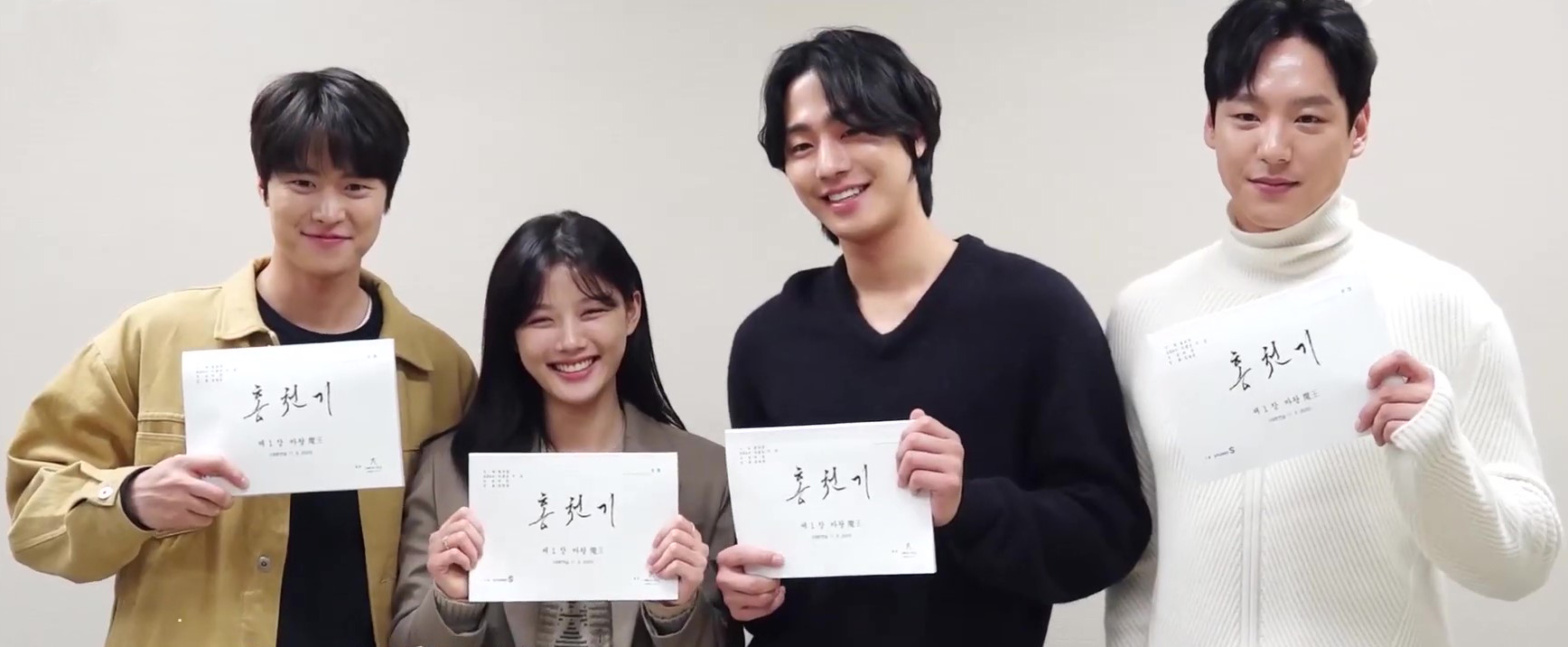
O elenco prinicipal de Lovers of the Red Sky em 2020, com os atores (da esquerda para direita) Gong Myun, Kim Yoo-jung, Ahn Hyo-seop e Kwak Si-yang

Em 2020, Ahn estrelou a segunda temporada do drama médico Dr. Romantic, interpretando o cirurgião geral Seo Woo-jin com Lee Sung-kyung fazendo seu par romântico. O show foi um sucesso, com Ahn e Lee mantendo a promessa de cantar para os fãs ao ultrapassar a marca de dois dígitos de audiência. Sua atuação no drama lhe rendeu o prêmio de Melhor Ator Revelação (TV) no Baeksang Arts Awards de 2020. Ele também recebeu o Prêmio Excelência, Ator em Minissérie de Ação/Drama no SBS Drama Awards de 2020.
Em 2021, Ahn estrelou o drama de fantasia histórica Lovers of the Red Sky, adaptado de um romance de autoria da escritora Jung Eun-gwol, interpretando o papel de Ha Ram, um astrólogo cego cujo corpo é possuído por Ma Wang (o Rei Demônio) desde a infância, ao lado de Kim Yoo-jung como Hong Cheon-gi, uma pintora. Por sua interpretação dos personagens Ha Ram, Ilwolseong e Ma Wang, ele recebeu o Prêmio de Excelência, Ator em Minissérie de Gênero/Drama de Fantasia e ganhou o Prêmio de Melhor Casal com Kim Yoo-jung no SBS Drama Awards de 2021.

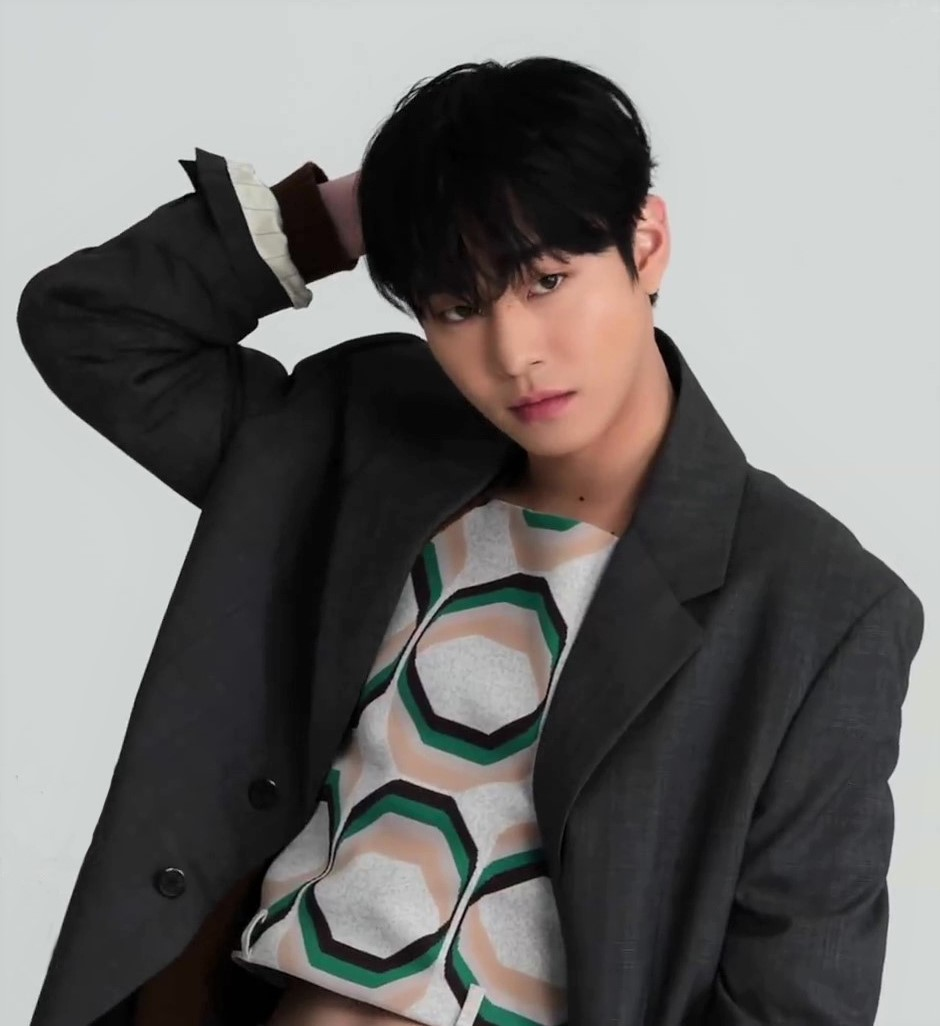
Ahn em 2022

Em 2022, Ahn estrelou o drama de comédia romântica Business Proposal, transmitido pela SBS e distribuído internacionalmente pela Netflix, adaptado da webtoon de mesmo nome, com Kim Se-jeong interpretando seu interesse amoroso. Ele desempenhou o papel de Kang Tae-mu, um herdeiro de um chaebol e CEO de uma empresa alimentícia. Em março de 2022, Ahn foi escalado para a série da Netflix A Time Called You, adaptação sul-coreana do drama taiwanês Someday Or One Day. Em maio de 2022, Ahn assinou um contrato com a The Present Co., agência que ele cofundou com um outro empresário, um antigo colega.

## Filantropia
Em 16 de agosto de 2022, Ahn doou 50 milhões de wones para ajudar as pessoas afetadas e vitimadas pelas enchentes sul-coreanas de 2022 por meio da Hope Bridge Korea Disaster Relief Association.

## Filmografia

### Filmes
| Ano | Ano               | Título     | Papel | Ref.   |
| --- | ----------------- | ---------- | ----- | ------ |
| ASA | Omniscient Reader | Kim Dok-ja |       | [ 34 ] |

### Séries de televisão
| Ano       | Título                                    | Papel                 | Notas           | Ref.   |
| --------- | ----------------------------------------- | --------------------- | --------------- | ------ |
| 2015      | Splash Splash Love                        | Park Yeon / Che A-jik |                 | [ 35 ] |
| 2016      | One More Happy Ending                     | Ahn Jung-woo          |                 | [ 36 ] |
| 2016      | Happy Home                                | Choi Chul-soo         |                 | [ 37 ] |
| 2016      | Entertainer                               | Ji-noo                |                 | [ 38 ] |
| 2017      | Three Color Fantasy – "Queen of the Ring" | Park Se-gun           | Drama de um ato | [ 39 ] |
| 2017      | My Father Is Strange                      | Park Cheol-su         |                 | [ 40 ] |
| 2018      | Still 17                                  | Yoo Chan              |                 | [ 41 ] |
| 2019      | Abyss                                     | Cha Min               |                 | [ 42 ] |
| 2020–2023 | Dr. Romantic                              | Seo Woo-jin           | Temporadas 2–3  | [ 43 ] |
| 2021      | Lovers of the Red Sky                     | Ha Ram                |                 | [ 23 ] |
| 2022      | Business Proposal                         | Kang Tae-moo          |                 | [ 28 ] |

### Webséries
| Ano  | Título            | Papel                      | Ref.   |
| ---- | ----------------- | -------------------------- | ------ |
| 2018 | Top Management    | Hyun Soo-yong              | [ 16 ] |
| 2023 | A Time Called You | Koo Yeon-jun / Nam Si-heon | [ 44 ] |

### Programas de televisão
| Ano  | Título                               | Papel                              | Notas            | Ref.   |
| ---- | ------------------------------------ | ---------------------------------- | ---------------- | ------ |
| 2015 | Always Cantare – Season 2            | Membro do elenco de apresentadores |                  | [ 45 ] |
| 2016 | Celebrity Bromance – Chuseok Special | Membro do elenco de apresentadores | com Jackson Wang | [ 46 ] |
| 2021 | My Little Old Boy                    | Anfitrião especial                 | Episódio 257     | [ 47 ] |

### MC (anfitrião oficial)
| Ano  | Título                | Notas                            | Ref.   |
| ---- | --------------------- | -------------------------------- | ------ |
| 2019 | 4º Asia Artist Awards | com Leeteuk, Lim Ji-yeon e Nancy | [ 48 ] |
| 2022 | SBS Drama Awards      | com Shin Dong-yup e Kim Se-jeong | [ 49 ] |

## Discografia
| Título                         | Ano  | Álbum              | Notas                 | Ref.   |
| ------------------------------ | ---- | ------------------ | --------------------- | ------ |
| "Get Myself With You"          | 2018 | S.O.U.L            | como parte do S.O.U.L | [ 50 ] |
| "Gravity"                      | 2018 | S.O.U.L            | como parte do S.O.U.L | [ 51 ] |
| "Sugar Cane"                   | 2018 | S.O.U.L            | como parte do S.O.U.L | [ 51 ] |
| "Me In"                        | 2018 | S.O.U.L            | como parte do S.O.U.L | [ 51 ] |
| "I Will Show You" feat. Z.Hera | 2018 | OST Top Management |                       | [ 52 ] |

## Prêmios e indicações
| Cerimônia de premiação | Ano  | Categoria                                                             | Nomeado(s)/ Trabalho(s)                  | Resultado | Ref.          |
| ---------------------- | ---- | --------------------------------------------------------------------- | ---------------------------------------- | --------- | ------------- |
| A-Awards               | 2022 | A-Awards – Confidence                                                 | Business Proposal                        | Venceu    | [ 53 ]        |
| APAN Star Awards       | 2021 | Melhor Ator Revelação                                                 | Dr. Romantic 2                           | Indicado  | [ 54 ]        |
| APAN Star Awards       | 2022 | Prêmio de Excelência, Ator em Minissérie                              | Lovers of the Red Sky Business Proposal  | Indicado  | [ 55 ]        |
| APAN Star Awards       | 2022 | Prêmio Estrela de Popularidade, Ator                                  | Lovers of the Red Sky                    | Indicado  | [ 56 ]        |
| APAN Star Awards       | 2022 | Prêmio de Melhor Casal                                                | Business Proposal (with Kim Se-jeong)    | Indicado  | [ 56 ]        |
| Asia Artist Awards     | 2017 | Prêmio Novato                                                         | My Father is Strange                     | Venceu    | [ 57 ]        |
| Asia Artist Awards     | 2019 | Choice Award                                                          | Ahn Hyo-seop                             | Venceu    | [ 58 ]        |
| Asia Artist Awards     | 2020 | Melhor Ator Revelação                                                 | Dr. Romantic 2                           | Venceu    | [ 59 ]        |
| Asia Artist Awards     | 2020 | Prêmio de Popularidade (Ator)                                         | Ahn Hyo-seop                             | Indicado  | [ 60 ]        |
| Asia Artist Awards     | 2022 | Prêmio de Popularidade (Ator)                                         | Ahn Hyo-seop                             | Indicado  | [ 61 ]        |
| Asia Artist Awards     | 2023 | Melhor Ator Revelação                                                 | Ahn Hyo-seop                             | Venceu    | [ 62 ]        |
| Asia Artist Awards     | 2023 | Hot Trend Award                                                       | Ahn Hyo-seop                             | Venceu    | [ 63 ]        |
| Baeksang Arts Awards   | 2020 | Melhor Ator Revelação – Televisão                                     | Dr. Romantic 2                           | Venceu    | [ 21 ]        |
| Korea Drama Awards     | 2019 | Melhor Ator Revelação                                                 | Abyss                                    | Indicado  | [ 64 ]        |
| MBC Drama Awards       | 2016 | Melhor Ator Revelação                                                 | Happy Home                               | Indicado  | [ 65 ]        |
| SBS Drama Awards       | 2018 | Melhor Ator Revelação                                                 | Still 17                                 | Venceu    | [ 15 ]        |
| SBS Drama Awards       | 2018 | Personagem do Ano                                                     | Still 17                                 | Indicado  | [ 15 ]        |
| SBS Drama Awards       | 2020 | Prêmio de Excelência, Ator em Minissérie de Ação/Drama                | Dr. Romantic 2                           | Venceu    | [ 22 ]        |
| SBS Drama Awards       | 2020 | Prêmio de Melhor Casal                                                | Dr. Romantic 2 (com Lee Sung-kyung)      | Indicado  | [ 66 ]        |
| SBS Drama Awards       | 2021 | Prêmio de Excelência, Ator em Minissérie de Ação/Drama                | Lovers of the Red Sky                    | Venceu    | [ 26 ]        |
| SBS Drama Awards       | 2021 | Prêmio de Melhor Casal                                                | Lovers of the Red Sky (com Kim Yoo-jung) | Venceu    | [ 67 ] [ 27 ] |
| SBS Drama Awards       | 2022 | Prêmio de Melhor Casal                                                | Business Proposal (com Kim Se-jeong)     | Venceu    | [ 68 ]        |
| SBS Drama Awards       | 2022 | Prêmio de Excelência, Ator em Minissérie de Romance/Comédia Dramática | Business Proposal                        | Venceu    | [ 69 ]        |
| SBS Drama Awards       | 2023 | Prêmio de Alta Excelência, Ator em Drama Sazonal                      | Dr. Romantic 3                           | Venceu    | [ 70 ]        |
| SBS Drama Awards       | 2023 | Melhor Elenco Coadjuvante                                             | Dr. Romantic 3                           | Venceu    | [ 70 ]        |
| SBS Drama Awards       | 2023 | Prêmio de Melhor Casal                                                | Dr. Romantic 3 (com Lee Sung-kyung)      | Indicado  | [ 71 ]        |

### Artigos em lista
| Editora | Ano  | Lista                    | Classificação | Ref.   |
| ------- | ---- | ------------------------ | ------------- | ------ |
| Forbes  | 2022 | Korea Power Celebrity 40 | 37º           | [ 72 ] |
| Forbes  | 2023 | Korea Power Celebrity 40 | 33º           | [ 73 ] |